# Joseph Mayer
Joseph Mayer (ur. 1803 w Newcastle-under-Lyme, zm. 1886 w Bebington) – angielski jubiler i kolekcjoner sztuki.
Joseph Mayer urodził się w Newcastle-under-Lyme w hrabstwie Staffordshire. W wieku dwudziestu lat przeprowadził się do Liverpoolu. Zamieszkał u swojego szwagra Josepha Wordley i u niego rozpoczął praktykę jako jubiler. W latach 1844–1845 otworzył własny zakład jubilerski, który przyniósł mu ogromny majątek. Niezależność finansowa pozwoliła mu na zrealizowanie jego zamiłowań do sztuki starożytności i kolekcjonerstwa.
Joseph Mayer już w młodości zainteresował się starożytnościami. Zaowocowało to pokaźnym zbiorem ceramiki Wedgwood, egipskimi i rzymskimi artefaktami, angielskimi obrazami i średniowieczną sztuką. Swoje liczne podróże zagraniczne w interesach, mające na celu podpatrywanie nowych trendów w jubilerstwie, wykorzystywał również do sprowadzania interesujących artefaktów z całego świata. Jednym z nich był manuskrypt aztecki nazwany później Kodeksem Fejervary-Mayera.
W 1848 roku Mayer był współzałożycielem Historic Society of Lancashire and Cheshire. W 1852 roku otworzył muzeum na ulicy Colquitt, w którym zamieścił początkowo własne eksponaty. Pomysł na ekspozycję powstał pod wpływem jego częstych wizyt w British Museum w Londynie. Ponadto założył stowarzyszenie antykwariuszy.
W 1867 roku Mayer oddał cały swój zbiór do Muzeum w Liverpoolu – obecnie World Museum Liverpool. Jego część: średniowieczne rękopisy, wyroby z kości słoniowej i emalie znajduje się obecnie w zbiorach Walker Art Gallery.